# Kieffer Moore
Kieffer Moore (Torquay, Inglaterra, 8 de agosto de 1992) es un futbolista británico que juega de delantero en el Wrexham A. F. C. de la EFL Championship.

## Trayectoria

### Cardiff City F. C.
Moore firmó con el Cardiff City F. C. por una tarifa no revelada el 13 de agosto de 2020. Anotó sus primeros goles para el club el 19 de septiembre en su segunda aparición, anotando un doblete contra el Nottingham Forest en la victoria por 2-0. Moore ganó el premio al "Jugador del Mes" de la PFA de febrero de 2021 después de una racha de 5 goles en 7 partidos.
Abandonó el club el 31 de enero de 2022 para jugar las siguientes tres temporadas y media en el AFC Bournemouth. En el mes de mayo marcó el gol que devolvió al club a la Premier League dos años después de haber descendido.
El 1 de febrero de 2024 regresó al Ipswich Town F. C., donde ya estuvo entre 2017 y 2018, para jugar lo que restaba de temporada como cedido. En esta segunda etapa ayudó, con siete goles, a lograr el ascenso a la Premier League. La siguiente campaña fichó por el Sheffield United F. C. con el que firmó un contrato por tres años. Solo estuvo una temporada, en la que jugaron la promoción de ascenso, y en agosto de 2025 fue traspasasdo al Wrexham A. F. C.

## Selección nacional
Fue elegido para representar a la selección de fútbol de Gales a través de su abuelo materno, quien provenía de Llanrug, y recibió su primera convocatoria para un equipo de entrenamiento de la selección nacional de Gales en mayo de 2019.
El 10 de octubre anotó su primer gol internacional con Gales en un partido de clasificación para la Eurocopa 2020 contra Eslovaquia.
Anotó en cada uno de sus primeros tres partidos internacionales como visitante, con más goles en la victoria por 2-0 sobre Azerbaiyán el 16 de noviembre de 2019 y el ganador en la victoria por 1-0 sobre Finlandia el 3 de septiembre de 2020. Volvió a anotar para Gales en un 3 -1 victoria sobre Finlandia en Cardiff el 18 de noviembre de 2020.

### Participaciones en Eurocopas
| Copa          | Sede   | Resultado        | Partidos | Goles |
| ------------- | ------ | ---------------- | -------- | ----- |
| Eurocopa 2020 | Europa | Octavos de final | 4        | 1     |

## Estadísticas

### Clubes
Actualizado de acuerdo al último partido jugado el 13 de agosto de 2022.
| Club                                 | Div.       | Temporada  | Liga  | Liga  | Copa  | Copa  | Internacional | Internacional | Total | Total | Media goleadora |
| Club                                 | Div.       | Temporada  | Part. | Goles | Part. | Goles | Part.         | Goles         | Part. | Goles | Media goleadora |
| ------------------------------------ | ---------- | ---------- | ----- | ----- | ----- | ----- | ------------- | ------------- | ----- | ----- | --------------- |
| Truro City Inglaterra                |            |            |       |       |       |       |               |               |       |       |                 |
| 6.ª                                  | 2012-13    | 22         | 13    | 2     | 0     | —     | —             | 24            | 13    | 0,54  |                 |
| Total club                           | Total club | 22         | 13    | 2     | 0     | 0     | 0             | 24            | 13    | 0,54  |                 |
| Dorchester Town F. C. Inglaterra     | 6.ª        | 2012-13    | 13    | 7     | —     | —     | —             | —             | 13    | 7     | 0,54            |
| Dorchester Town F. C. Inglaterra     | Total club | Total club | 13    | 7     | 0     | 0     | 0             | 0             | 13    | 7     | 0,54            |
| Yeovil Town F. C. Inglaterra         | 2.ª        | 2013-14    | 20    | 4     | 4     | 1     | —             | —             | 24    | 5     | 0,21            |
| Yeovil Town F. C. Inglaterra         | 3.ª        | 2014-15    | 30    | 3     | 4     | 1     | —             | —             | 34    | 4     | 0,12            |
| Yeovil Town F. C. Inglaterra         | Total club | Total club | 50    | 7     | 8     | 2     | 0             | 0             | 58    | 9     | 0,16            |
| Viking Stavanger FK · Noruega        |            |            |       |       |       |       |               |               |       |       |                 |
| 1.ª                                  | 2015       | 9          | 0     | 2     | 0     | —     | —             | 11            | 0     | 0,00  |                 |
| Total club                           | Total club | 9          | 0     | 2     | 0     | 0     | 0             | 11            | 0     | 0,00  |                 |
| Forest Green Rovers F. C. Inglaterra | 5.ª        | 2015-16    | 17    | 2     | —     | —     | —             | —             | 17    | 2     | 0,12            |
| Forest Green Rovers F. C. Inglaterra | 5.ª        | 2016-17    | 17    | 5     | 1     | 0     | —             | —             | 18    | 5     | 0,28            |
| Forest Green Rovers F. C. Inglaterra | Total club | Total club | 34    | 7     | 1     | 0     | 0             | 0             | 35    | 7     | 0,20            |
| Torquay United F. C. Inglaterra      | 5.ª        | 2016-17    | 4     | 5     | —     | —     | —             | —             | 4     | 5     | 1,25            |
| Torquay United F. C. Inglaterra      | Total club | Total club | 4     | 5     | 0     | 0     | 0             | 0             | 4     | 5     | 1,25            |
| Ipswich Town F. C. Inglaterra        | 2.ª        | 2016-17    | 11    | 0     | —     | —     | —             | —             | 11    | 0     | 0,00            |
| Ipswich Town F. C. Inglaterra        | 2.ª        | 2017-18    | 0     | 0     | 0     | 0     | —             | —             | 0     | 0     | 0,00            |
| Ipswich Town F. C. Inglaterra        | Total club | Total club | 11    | 0     | 0     | 0     | 0             | 0             | 11    | 0     | 0,00            |
| Rotherham United F. C. Inglaterra    | 3.ª        | 2017-18    | 22    | 13    | 3     | 0     | —             | —             | 25    | 13    | 0,52            |
| Rotherham United F. C. Inglaterra    | Total club | Total club | 22    | 13    | 3     | 0     |               |               | 25    | 13    | 0,52            |
| Barnsley F. C. Inglaterra            | 2.ª        | 2017-18    | 20    | 4     | —     | —     | —             | —             | 20    | 4     | 0,20            |
| Barnsley F. C. Inglaterra            | 3.ª        | 2018-19    | 31    | 17    | 4     | 2     | —             | —             | 35    | 19    | 0,54            |
| Barnsley F. C. Inglaterra            | Total club | Total club | 51    | 21    | 4     | 2     | 0             | 0             | 55    | 23    | 0,42            |
| Wigan Athletic F. C. Inglaterra      | 2.ª        | 2019-20    | 36    | 10    | 0     | 0     | —             | —             | 36    | 10    | 0,28            |
| Wigan Athletic F. C. Inglaterra      | Total club | Total club | 36    | 10    | 0     | 0     | 0             | 0             | 36    | 10    | 0,28            |
| Cardiff City F. C. Gales             | 2.ª        | 2020-21    | 42    | 20    | 0     | 0     | —             | —             | 42    | 20    | 0,48            |
| Cardiff City F. C. Gales             | 2.ª        | 2021-22    | 22    | 5     | 2     | 0     | —             | —             | 24    | 5     | 0,21            |
| Cardiff City F. C. Gales             | Total club | Total club | 64    | 25    | 2     | 0     | 0             | 0             | 64    | 25    | 0,39            |
| AFC Bournemouth Inglaterra           | 2.ª        | 2021-22    | 4     | 4     | —     | —     | —             | —             | 4     | 4     | 1,00            |
| AFC Bournemouth Inglaterra           | 1.ª        | 2022-23    | 2     | 1     | 0     | 0     | —             | —             | 2     | 1     | 0,50            |
| AFC Bournemouth Inglaterra           | Total club | Total club | 6     | 5     | 0     | 0     | 0             | 0             | 6     | 5     | 0,83            |